# Ditaeniella
Ditaeniella är ett släkte av tvåvingar. Ditaeniella ingår i familjen kärrflugor.
Släktet innehåller bara arten Ditaeniella grisescens.